# Miguel Ángel Álvarez
Miguel Ángel Álvarez (San Juan, 25 de agosto de 1934-Guaynabo, 16 de enero de 2011), también conocido por su apodo «El Man», fue un actor y comediante puertorriqueño.

## Primeros años
Álvarez nació en San Juan, Puerto Rico, y cuando era niño su familia se mudó a Bayamón, donde se crio y recibió su educación primaria y secundaria.

## Carrera
Álvarez comenzó su carrera artística como locutor de radio, trabajando para la estación de radio WIAC, que emitía desde Yauco y Bayamón. Más tarde participó en el programa de radio El tremendo hotel, protagonizado por Ramón Rivero «Diplo», y más tarde Álvarez fue contratado para hacer radionovelas.
El dramaturgo puertorriqueño Francisco Arriví invitó a Álvarez a aparecer en tres de sus obras. Las tres obras en las que Álvarez hizo su debut teatral fueron Club de solteros, El caso del muerto en vida y María Soledad. En una ocasión se le pidió a Álvarez que reemplazara a Jacobo Morales en la producción teatral de El cielo se rinde al amanecer porque Morales se sentía enfermo, y se tuvo que aprender el guion esa misma noche. Actuó junto a Juano Hernández en la obra Widow's Walk, presentada en el Teatro de la Universidad de Puerto Rico.
La popularidad de Álvarez creció y pronto estaba filmando películas en varios países. Entre los países en los que filmó además de Puerto Rico se encontraban España, México, Venezuela, Colombia, República Dominicana y Estados Unidos. En 1965, le dieron uno de los papeles principales en la película mexicana, El señor doctor, junto a Cantinflas y la también puertorriqueña Marta Romero. Después de regresar a Puerto Rico, participó en una comedia titulada Johnny "El Men", que trataba sobre las luchas de un puertorriqueño en la ciudad de Nueva York. Fue de esta comedia que Álvarez tomó el apodo de «El Men», un nombre que lo acompañaría por el resto de su vida.
Álvarez dirigió cuatro películas para Columbia Pictures. Éstas fueron Arocho y Clemente, Dos contra el destino, Natas es Satán y El alcalde Machuchal.
En 1984, protagonizó, junto con Pucho Fernández, una serie de comedia de televisión local llamada Barrio Cuatro Calles, en la que interpretaba al dueño de una panadería que estaba en competencia y en constante conflicto con el dueño de otra panadería al cruzar la calle.

## Vida personal y fallecimiento
Álvarez se casó en numerosas ocasiones, incluyendo con la actriz Gladys Rodríguez y la cantante Evelyn Souffront.
En los últimos años de su vida, Álvarez sufrió problemas respiratorios y fue ingresado en el Hospital Metropolitano en la ciudad de Guaynabo. Álvarez falleció en dicho hospital el 16 de enero de 2011.